# Marion Zinderstein
Marion Hall Zinderstein (née le 3 mai 1896 à Allentown en Pennsylvanie – morte le 14 août 1980) est une joueuse de tennis américaine de l'entre-deux-guerres. Elle est aussi connue sous son nom de femme mariée, Marion Zinderstein-Jessup.
Finaliste à l'US Women's National Championship en simple dames en 1919 et 1920, elle s'est imposée à quatre reprises en double dames (dont trois avec Eleanor Goss).
En 1924, elle a décroché la médaille d'argent en double mixte aux Jeux olympiques de Paris, associée à Vincent Richards.

## Palmarès (partiel)

### Titre en simple dames
| No | Date | Nom et lieu du tournoi            | Catégorie | Surface | Finaliste | Score |  |
| -- | ---- | --------------------------------- | --------- | ------- | --------- | ----- |  |
| 1  | 1919 | Canadian Championships, Vancouver |           | NC      | NC        | NC    |  |

### Finales en simple dames
| No | Date       | Nom et lieu du tournoi                  | Catégorie | Surface      | Vainqueure      | Score    |          |
| -- | ---------- | --------------------------------------- | --------- | ------------ | --------------- | -------- | -------- |
| 1  | 16-06-1919 | US National Championships, Philadelphie | G. Chelem | Gazon (ext.) | Hazel Hotchkiss | 6-1, 6-2 | Parcours |
| 2  | 13-09-1920 | US National Championships, Philadelphie | G. Chelem | Gazon (ext.) | Molla Bjurstedt | 6-3, 6-1 | Parcours |

### Titres en double dames
| No | Date       | Nom et lieu du tournoi                 | Catégorie | Surface      | Partenaire   | Finalistes                       | Score         |          |
| -- | ---------- | -------------------------------------- | --------- | ------------ | ------------ | -------------------------------- | ------------- | -------- |
| 1  | 17-06-1918 | US National Championships Philadelphie | G. Chelem | Gazon (ext.) | Eleanor Goss | Molla Bjurstedt Mrs. Johan Rogge | 7-5, 8-6      | Parcours |
| 2  | 16-06-1919 | US National Championships Philadelphie | G. Chelem | Gazon (ext.) | Eleanor Goss | Eleonora Sears Hazel Hotchkiss   | 10-8, 9-7     | Parcours |
| 3  | 13-09-1920 | US National Championships Philadelphie | G. Chelem | Gazon (ext.) | Eleanor Goss | Eleanor Tennant Helen Baker      | 6-3, 6-1      | Parcours |
| 4  | 14-08-1922 | US National Championships Forest Hills | G. Chelem | Gazon (ext.) | Helen Wills  | Edith Sigourney Molla Bjurstedt  | 6-4, 7-9, 6-3 | Parcours |

### Finale en double dames
| No | Date       | Nom et lieu du tournoi                 | Catégorie | Surface      | Vainqueures                 | Partenaire   | Score    |          |
| -- | ---------- | -------------------------------------- | --------- | ------------ | --------------------------- | ------------ | -------- | -------- |
| 1  | 11-08-1924 | US National Championships Forest Hills | G. Chelem | Gazon (ext.) | Hazel Hotchkiss Helen Wills | Eleanor Goss | 6-4, 6-3 | Parcours |

### Titre en double mixte
| No | Date       | Nom et lieu du tournoi                 | Catégorie | Surface      | Partenaire       | Finalistes                  | Score          |          |
| -- | ---------- | -------------------------------------- | --------- | ------------ | ---------------- | --------------------------- | -------------- | -------- |
| 1  | 16-06-1919 | US National Championships Philadelphie | G. Chelem | Gazon (ext.) | Vincent Richards | Florence Ballin Bill Tilden | 2-6, 11-9, 6-2 | Parcours |

### Finale en double mixte
| No | Date       | Nom et lieu du tournoi      | Catégorie     | Surface      | Vainqueures                      | Partenaire       | Score    |          |
| -- | ---------- | --------------------------- | ------------- | ------------ | -------------------------------- | ---------------- | -------- | -------- |
| 1  | 13-07-1924 | Jeux olympiques d'été Paris | J. olympiques | Terre (ext.) | Hazel Hotchkiss · Richard Norris | Vincent Richards | 6-2, 6-3 | Parcours |

## Parcours en Grand Chelem (partiel)
Si l’expression « Grand Chelem » désigne classiquement les quatre tournois les plus importants de l’histoire du tennis, elle n'est utilisée pour la première fois qu'en 1933, et n'acquiert la plénitude de son sens que peu à peu à partir des années 1950.

### En simple dames
| Année | Championnat d'Australasie | Championnat d'Australasie | Championnat de France Internationaux de France | Championnat de France Internationaux de France | Wimbledon      | Wimbledon       | US National | US National     |
| ----- | ------------------------- | ------------------------- | ---------------------------------------------- | ---------------------------------------------- | -------------- | --------------- | ----------- | --------------- |
| 1919  | -                         | -                         | -                                              | -                                              | -              | -               | Finale      | Hazel Hotchkiss |
| 1920  | -                         | -                         | -                                              | -                                              | -              | -               | Finale      | Molla Bjurstedt |
| 1924  | -                         | -                         | -                                              | -                                              | 1/4 de finale  | Kitty McKane    | -           | -               |
| 1926  | -                         | -                         | 2e tour (1/8)                                  | Simonne Mathieu                                | 2e tour (1/16) | H. Contostavlos | -           | -               |

À droite du résultat, l’ultime adversaire.

### En double dames
| Année | Championnat d'Australasie | Championnat d'Australasie | Championnat de France Internationaux de France | Championnat de France Internationaux de France | Wimbledon | Wimbledon | US National           | US National               |
| ----- | ------------------------- | ------------------------- | ---------------------------------------------- | ---------------------------------------------- | --------- | --------- | --------------------- | ------------------------- |
| 1918  | -                         | -                         | -                                              | -                                              | -         | -         | Victoire Eleanor Goss | M. Bjurstedt Mrs. Rogge   |
| 1919  | -                         | -                         | -                                              | -                                              | -         | -         | Victoire Eleanor Goss | E. Sears H. Hotchkiss     |
| 1920  | -                         | -                         | -                                              | -                                              | -         | -         | Victoire Eleanor Goss | E. Tennant Helen Baker    |
| 1922  | -                         | -                         | -                                              | -                                              | -         | -         | Victoire Helen Wills  | E. Sigourney M. Bjurstedt |
| 1924  | -                         | -                         | -                                              | -                                              | -         | -         | Finale Eleanor Goss   | H. Hotchkiss Helen Wills  |
| 1926  | -                         | -                         | 1er tour (1/16) I. Mumford                     | Marie Danet                                    | -         | -         | -                     | -                         |

Sous le résultat, la partenaire ; à droite, l’ultime équipe adverse.

### En double mixte
| Année | - | - | Championnat de France | Championnat de France | Wimbledon | Wimbledon | US National          | US National           |
| 1919  | - | - | -                     | -                     | -         | -         | Victoire V. Richards | F. Ballin Bill Tilden |

Sous le résultat, le partenaire ; à droite, l’ultime équipe adverse.

## Parcours aux Jeux olympiques

### En simple dames
| # | Date       | Nom de l'olympiade           | Surface      | Résultat      | Ultime adversaire | Score    |          |
| - | ---------- | ---------------------------- | ------------ | ------------- | ----------------- | -------- | -------- |
| 1 | 13/07/1924 | Jeux olympiques d'été, Paris | Terre (ext.) | 1/4 de finale | Kitty McKane      | 6-2, 6-0 | Parcours |

### En double dames
| # | Date       | Nom de l'olympiade          | Surface      | Résultat        | Partenaire   | Ultimes adversaires          | Score    |          |
| - | ---------- | --------------------------- | ------------ | --------------- | ------------ | ---------------------------- | -------- | -------- |
| 1 | 13/07/1924 | Jeux olympiques d'été Paris | Terre (ext.) | 1er tour (1/16) | Eleanor Goss | Phyllis Howkins Kitty McKane | 6-1, 6-2 | Parcours |

### En double mixte
| # | Date       | Nom de l'olympiade          | Surface      | Résultat | Partenaire       | Ultimes adversaires              | Score    |          |
| - | ---------- | --------------------------- | ------------ | -------- | ---------------- | -------------------------------- | -------- | -------- |
| 1 | 13/07/1924 | Jeux olympiques d'été Paris | Terre (ext.) | Argent   | Vincent Richards | Richard Norris · Hazel Hotchkiss | 6-2, 6-3 | Parcours |